# Potpuna pomrčina (1995.)
Potpuna pomrčina je film Agnieszke Holland iz 1995. godine, napisan prema priči Christophera Hamptona iz 1967. godine koji je također napisao scenarij. Napisan prema pismima i pjesmama, predstavlja povijesnu, nasilnu romansu između dvoje francuskih pjesnika iz 19. stoljeća, Paula Verlaina (David Thewlis) i Arthura Rimbauda (Leonardo DiCaprio).

## Radnja
Stari Paul Verlaine upozna sestru Arthura Rimbauda, Isabelle, u jednoj od francuskih kavana. Isabelle i njena majka žele da im Paul da sve pjesme koje ima od Arthura da ih mogu zapaliti; boje se nepristojnosti njegova pisanja. Paul se prisjeća svog divljeg odnosa s Arthurom, koji je počeo kad je Arhur poslao pismo Paulu do njegovog doma u provinciji 1871. godine. Paul je bio oduševljen pa je odmah pozvao Arhura da dođe u kuću Paulovog svekra u Parizu, gdje on živi sa svojom mladom trudnom ženom. 
Paul zavede 16-godišnjeg Arthura jer mu se svidi njegov fizički izgled i originalni um. 

## Uloge
- Leonardo DiCaprio kao Arthur Rimbaud
- David Thewlis kao Paul Verlaine
- Romane Bohringer kao Mathilde Maute
- Dominique Blanc kao Isabelle Rimbaud
- Felicie Pasotti Cabarbaye kao Isabelle, kao dijete
- Nita Klein kao Arthurova majka
- James Thiérrée kao Frederic
- Emmanuelle Oppo kao Vitalie
- Denise Chalem kao gđa Maute De Fleurville
- Andrzej Seweryn kao gosp. Maute De Fleurville
- Christopher Thompson kao Carjat
- Bruce Van Barthold kao Aicard
- Christopher Chaplin kao Charles Cros
- Christopher Hampton kao sudac
- Mathias Jung as Andre

## Kritike
Najviše kritika reklo je da film nikada nije objasnio važnost posla ovih dvoje pjesnika, pogotovo njihova uloga u razvoju simbola njihovih radnji. Neki kritičari su rekli da film ima malo razvoja likova, samo pokazuje dvoje francuskih pjesnika u kritičnoj i radikalnoj situaciji njihovih života. Ostali kritičari kažu kako je Paul ispao previše osjećajan.
Kritike su osjetile da su gluma, glazba i snimanje bili dobro obavljen posao, iako su mislili da je DiCaprio igrao ulogu previše sličnoj onoj u filmu Dnevnici košarkaša.

## DVD
DVD izdanje izašlo je 1999. godine bez ikakvih promjena ili izrezanih scena. 

## Vanjske poveznice
- Total Eclipse na Internet Movie Databaseu
- Total Eclipse na Rotten Tomatoesu
- Poetic Space – Extensive online library of Rimbaud and Verlaine translations and biographies  Arhivirana inačica izvorne stranice od 8. ožujka 2014. (Wayback Machine)